# Gofítskoie
Gofítskoie (en rus: Гофицкое) és un poble del krai de Stàvropol, a Rússia, que el 2017 tenia 4.926 habitants. Pertany al districte rural de Petrovski.